# Dremelj
Dremelj je priimek v Sloveniji, ki je ga po podatkih Statistični urad Republike Slovenije na dan 1. januarja 2010 uporabljalo 427 oseb in je med vsemi priimki po pogostosti uporabe uvrščen na 800. mesto.

## Znani nosilci priimka
- Anton Dremelj - Resnik (1910—1960), književnik, pravljičar
- Barbara Dremelj Ribič, statističarka, namestnica generalne direktorice SURS

- Marjan Dremelj (*1933), kemik
- Franc(e) Aco Dremelj (1920—1979), slikar
- Ludvik Dremelj, steklar (1912-2011 ali 1923-86 ali ?)
- Rebeka Dremelj (*1980), pop pevka, miss Slovenije
- Stane Dremelj (1906—1992), kipar medaljer
- Tatjana Dremelj (*1952), pevka zabavne glasbe